# Équipe de France de basket-ball en 2000
En 2000, l'équipe de France dispute les Jeux Olympiques à Sydney. Elle y remporte la médaille d'argent.

## Les matches
| Date              | Lieu          | Adversaire       | Score    | Compétition | Meilleurs marqueurs (France) |
| 23 février 2000   | Nancy         | Allemagne        | V 105-47 | Amical      | Laurent Sciarra (17)         |
| 26 février 2000   | Reggio Emilia | Italie           | D 69-65  | Amical      | Antoine Rigaudeau (21)       |
| 13 août 2000      | Anglet        | Allemagne        | V 77-70  | Amical      | Stéphane Risacher (20)       |
| 16 août 2000      | Anglet        | Australie        | V 62-56  | Amical      | Stéphane Risacher (15)       |
| 18 août 2000      | Pau           | Turquie          | V 80-56  | Amical      | Yann Bonato (15)             |
| 20 août 2000      | Pau           | Espagne          | V 82-58  | Amical      | Laurent Foirest (14)         |
| 26 août 2000      | Nantes        | Angola           | V 78-47  | Amical      | Stéphane Risacher (20)       |
| 27 août 2000      | Angers        | Croatie          | D 60-57  | Amical      | Laurent Sciarra (14)         |
| 28 août 2000      | Angers        | Russie           | V 84-79  | Amical      | Stéphane Risacher (17)       |
| 8 septembre 2000  | Perth         | Espagne          | D 82-67  | Amical      | Antoine Rigaudeau (18)       |
| 9 septembre 2000  | Perth         | Italie           | V 79-72  | Amical      | Yann Bonato (20)             |
| 13 septembre 2000 | Wollongong    | Yougoslavie      | D 89-64  | Amical      | Stéphane Risacher (14)       |
| 17 septembre 2000 | Sydney        | Nouvelle-Zélande | V 76-50  | J.O.        | Yann Bonato (16)             |
| 19 septembre 2000 | Sydney        | Lituanie         | D 81-63  | J.O.        | Antoine Rigaudeau (13)       |
| 21 septembre 2000 | Sydney        | Chine            | V 82-70  | J.O.        | Antoine Rigaudeau (29)       |
| 23 septembre 2000 | Sydney        | Italie           | D 67-57  | J.O.        | Laurent Sciarra (17)         |
| 25 septembre 2000 | Sydney        | États-Unis       | D 106-94 | J.O.        | Laurent Sciarra (21)         |
| 28 septembre 2000 | Sydney        | Canada           | V 68-63  | J.O.        | Laurent Sciarra (17)         |
| 29 septembre 2000 | Sydney        | Australie        | V 76-52  | J.O.        | Laurent Sciarra (16)         |
| 1er octobre 2000  | Sydney        | États-Unis       | D 85-75  | J.O.        | Laurent Sciarra (19)         |
| 22 novembre 2000  | Ankara        | Turquie          | D 71-69  | Amical      | Stéphane Risacher (22)       |
| 1er octobre 2000  | Villeurbanne  | Italie           | D 85-80  | Amical      | Jim Bilba (20)               |

D : défaite, V : victoire

## L'équipe desJeux Olympiques de Sydney
- Sélectionneur : Jean-Pierre de Vincenzi
- Assistants :  Alain Weisz et Patrick Beesley

| Poste | Joueur            | Nombre matchs | Nombre points | Club(s) 2000          |
| 4     | (C) Jim Bilba     |               |               | ASVEL                 |
| 3     | Yann Bonato       |               |               | Limoges CSP           |
| 2     | Makan Dioumassi   |               |               | Le Mans Sarthe Basket |
| 2     | Laurent Foirest   |               |               | Tau Vitoria           |
| 4     | Thierry Gadou     |               |               | EB Pau-Orthez         |
| 5     | Cyril Julian      |               |               | Paris Basket Racing   |
| 4/5   | Crawford Palmer   |               |               | Joventut Badalona     |
| 2/1   | Antoine Rigaudeau |               |               | Virtus Bologne        |
| 3     | Stéphane Risacher |               |               | EB Pau-Orthez         |
| 1     | Laurent Sciarra   |               |               | Paris Basket Racing   |
| 1     | Moustapha Sonko   |               |               | ASVEL                 |
| 5     | Frédéric Weis     |               |               | Limoges CSP           |

(C) : Capitaine

## Sources et références
- CD-rom : 1926-2003 Tous les matchs des équipes de France édité par la FFBB.